# Person (Grammatik)
Die grammatische Kategorie der Person gibt an, welche Rolle die bezeichneten Lebewesen oder Dinge in der Sprechsituation spielen. Diese Teilnehmerrolle in der Sprechsituation ist das einzige Merkmal, das mit dem Begriff der grammatischen Person direkt bezeichnet wird. Es tritt allerdings in sehr vielen Fällen mit einem Numerus-Merkmal (Einzahl / Mehrzahl) verknüpft auf.
Die Kategorie grammatische Person kann in den meisten Systemen drei Werte annehmen, nämlich:
1. Sprecher der Äußerung: die Pronomen „ich“, „wir“,
2. Adressaten der Äußerung (Angesprochene): Pronomen „du“, „ihr“, „Sie“
3. Dritte, die weder Sprecher noch Adressaten sind (Besprochene): die Pronomen „er“, „es“, „sie“.

Wortarten, bei denen verschiedene Personalmerkmale unterschieden werden können, sind vor allem Personalpronomen sowie auch Possessivpronomen. Andere Typen von Pronomen wie etwa Indefinitpronomen sowie Substantive tragen auch ein Personalmerkmal, sind dabei aber auf die 3. Person festgelegt.
Das Merkmal Person kann ferner an anderen Wortarten auftreten, die nicht selbst Individuen bezeichnen. Relativ häufig ist das Vorkommen des Personalmerkmals in finiten Verbformen. In diesem Fall spiegelt die finite Verbform das Personalmerkmal des Subjekts im Satz wider (Kongruenz mit dem Subjekt), in manchen Sprachen auch das des Objekts. Die Kategorie der Finitheit muss aber nicht notwendigerweise einen Bezug auf Personalmerkmale enthalten (z. B. im Dänischen ist die finite Verbform personenneutral).
Die Fachbegriffe für die grammatischen Personen bestehen lediglich in einer Nummerierung der genannten Rollen als 1. Person, 2. Person und 3. Person. Diese Kategorie ist in allen Sprachen der Welt vertreten, allerdings werden nicht immer alle drei Personen durch Formen vollständig unterschieden. Es gibt außerdem in manchen Sprachen Fälle, für die eine Erweiterung der Liste auf „vierte“ oder sogar „fünfte“ Personen vorgeschlagen worden ist; dafür gibt es aber keine allgemein übliche Konvention, und viele solcher Vorschläge werden in der Sprachwissenschaft auch bestritten.

## Herkunft der Bezeichnung
Das Wort „Person“ kommt vom lateinischen persona (ursprünglich ‚Maske‘, vor allem im Zusammenhang mit dem Theater). In der Alltagssprache bezeichnet dieses Wort Wesen, mit denen man kommunizieren kann, in der Regel Menschen. In dieser Bedeutung des Wortes sagt man zum Beispiel, jemand sei eine (natürliche) Person.
Der grammatische Fachbegriff Person ist anders gelagert und bezeichnet ein grammatisches Merkmal, das bestimmte Ausdrücke tragen. In diesem Sinne sagt man, ein Ausdruck, der jemanden oder etwas bezeichnet, stehe/sei in der 1., 2. oder 3. (grammatischen) Person. Dieser grammatische Begriff beschränkt sich nicht auf Menschen, wenngleich der Bezug auf Menschen bei der ersten und zweiten Person der normalste Fall ist. Das Wort Personalpronomen bezieht sich auf die grammatische Person, nämlich ein Pronomen, das ein Personalmerkmal ausdrückt, und gilt daher ebenso für den Bezug auf Dinge und Abstrakta.
Die Verwendung als Grammatikbegriff und die geläufige Nummerierung stammen von dem antiken Grammatiker Dionysios Thrax (170/160 bis ca. 90 vor Chr.), der im europäischen Raum die älteste bis heute überlieferte Grammatik schrieb. Er formulierte: „Die erste Person ist die, von der die Rede ausgeht, die zweite, an die die Rede gerichtet ist, und die dritte, über die die Rede geht.“ Das von ihm benutzte Wort πρόσωπον (prosōpon) heißt primär ‚Gesicht‘, ist aber anders als das deutsche Wort Person nicht auf personale Wesen beschränkt, sondern kann auch das Aussehen einer Sache bezeichnen. Die Doppeldeutigkeit von Person im Deutschen kommt also durch die Übersetzung zustande.
In der arabischen Grammatiktradition heißt die erste Person al-mutakallim, das heißt ‚derjenige, der spricht‘, die zweite al-muḫāṭab, das heißt ‚derjenige, an den man sich wendet‘, und die dritte al-ġāʾib, ‚derjenige, der abwesend ist‘.
Aber es gibt auch den Fall der umgekehrten Ordnung. In der indischen Grammatik wird folgende Nummerierung verwendet:
- prathamapuruṣa heißt ‚erste Person‘, d. h. die, über die die Rede geht (sie entspricht unserer dritten Person)
- madhyamapuruṣa heißt ‚mittlere Person‘, d. h. die, an die die Rede gerichtet ist (sie entspricht unserer zweiten Person)
- uttamapuruṣa heißt ‚letzte Person‘, d. h. die, von der die Rede ausgeht (sie entspricht unserer ersten Person)

## Überblick: Anwendungsbereich des Merkmals Person
Grammatische Person ist ein Merkmal, das in zwei Weisen auftreten kann:
- Es kommt einem Ausdruck zu, der selbst Individuen bezeichnet: Dann zeigt der Ausdruck die Sprechsituations-Rolle dieses Individuums als Sprecher, Adressaten oder Dritten. In diesem Fall ist das Personalmerkmal mit dem Ausdruck fest verbunden.
- Es kommt einem Ausdruck zu, der nicht selbst Individuen bezeichnet, aber durch eine Kongruenzregel (Merkmalsübereinstimmung) mit einem Ausdruck verbunden ist, der von sich aus Personalmerkmale trägt. Hier tritt Person als ein Merkmal in der Flexion (der grammatischen Formenbildung) eines Wortes auf, und die Merkmalsausprägung ist variabel.

Die grammatische Kategorie Person in diesem Sinn geht also immer von Fällen aus, wo ein Individuum im Satzinhalt benannt wird – sie erstreckt sich nicht auf Fälle, wo nur die Form eines Satzes Eigenschaften der Äußerungssituation widerspiegelt, wie zum Beispiel bei Markierungen des Respekts für den Adressaten oder des sozialen Status oder Geschlechts des tatsächlichen Sprechers.
Grammatische Formen und ihre inhaltliche Interpretation können gelegentlich auseinanderlaufen, so auch im Fall der Person. Oft haben dann die grammatischen Faktoren Vorrang bei der Wahl der Form. So ist es im Prinzip möglich, dass ein Sprecher sich selbst mit einem Ausdruck bezeichnet, der grammatisch der dritten Person angehört (Illeismus). Zum Beispiel kann ein Vater, an das eigene Kind gerichtet, sich selbst als „der Papa“ bezeichnen („Der Papa geht kurz weg“: 3. Person auch in der Verbform). Ebenso können auf Grund von Höflichkeitsregeln Angesprochene mit einem Ausdruck der dritten Person bezeichnet werden, z. B. ist das deutsche Höflichkeitspronomen „Sie“ historisch eine Form der dritten Person.

## Person als Flexionsmerkmal
Dieser Abschnitt stellt zunächst den zweiten Punkt des obigen Überblicks, Personalmerkmale als Flexion, näher dar. Insgesamt lässt sich sagen, dass Personalflexion eines Wortes meist durch ein Personalmerkmal seiner Argumente (grammatische Ergänzungen) ausgelöst wird. Auch die Umkehrung scheint zu gelten: Wenn ein Wort mit einem seiner Argumente kongruiert, enthält die Kongruenzform sehr häufig das Personalmerkmal. Fälle von Personenkongruenz außerhalb solcher Argumentbeziehungen sind ganz erheblich seltener; sie werden hier weiter unten im Abschnitt #Sonderfälle kurz besprochen.

### Person in Verbformen
Das bekannteste Beispiel für Person als Flexionsmerkmal ist die Subjektkongruenz des Verbs in vielen Sprachen. Die folgende Tabelle zeigt Personalpronomen als Subjekt und dazu die Konjugation des jeweiligen Verbs für ‚tun, machen‘ in den Sprachen Dänisch, Deutsch, Russisch, Türkisch und Swahili. Das Dänische erscheint hier nur zum Kontrast, als das Beispiel einer Sprache, deren finite Verbformen keine Personalmerkmale ausdrücken (sich aber dennoch vom Infinitiv unterscheiden). (Die Bindestriche in den Verbformen zeigen die Zerlegung, sie werden nicht geschrieben):
|             | Dänisch             | Deutsch          | Russisch             | Türkisch    | Swahili     |
| ----------- | ------------------- | ---------------- | -------------------- | ----------- | ----------- |
| 1. Singular | jeg gør             | ich mach-e       | (ja) dela-ju         | yapar-ım    | ni-na-fanya |
| 2. Singular | du gør              | du mach-st       | (ty) dela-eš’        | yapar-sın   | u-na-fanya  |
| 3. Singular | han/hun/den/det gør | er/sie/es mach-t | (on/ona/ono) dela-et | yapar       | a-na-fanya  |
| 1. Plural   | vi gør              | wir mach-en      | (my) dela-em         | yapar-ız    | tu-na-fanya |
| 2. Plural   | I gør               | ihr mach-t       | (vy) dela-ete        | yapar-sınız | m-na-fanya  |
| 3. Plural   | de gør              | sie mach-en      | (oni) dela-jut       | yapar-lar   | wa-na-fanya |

Während die Personenmarkierung des Verbs in den meisten indoeuropäischen Sprachen nach dem Verbstamm erfolgt (also mittels Suffixen), kann sie in anderen Sprachen auch davor (also mittels Präfixen) erfolgen, wie hier im Swahili. Dort kann auch ein weiteres Präfix das Objekt bezeichnen, so dass eine Verbform die Personalmerkmale von zwei Ergänzungen angeben kann, z. B. u-na-tu-fanya („du machst uns (z. B. zu Feinden)“) mit 2. Person Singular und 1. Person Plural; bei unbelebten Subjekten oder Objekten stehen dort stattdessen Präfixe für die Nominalklassen, wodurch gleichzeitig die 3. Person angezeigt wird (siehe Abschnitt Kongruenzen nach Klasse und Person des Artikels über Swahili).
In manchen Sprachen findet sich nicht die oben gezeigte Aufteilung von Subjektpronomen im Satz und davon ausgelöster Verbflexion, sondern nur das Verb zeigt die Person des Subjekts oder Objekts, und identifiziert so Subjekt bzw. Objekt ganz alleine. Wenn dieser Mechanismus in Reinform auftritt, spricht man in der Sprachwissenschaft von „Cross-Reference“ (Kreuzreferenz; nicht zu verwechseln mit „switch-reference“, die weiter unten am Beispiel des Grönländischen angesprochen wird).

### Person an Nominalformen: Possessor-Kongruenz
Ein weniger bekannter Fall von Personen-Flexion ist eine Markierung an Substantiven, die die Person des Besitzers anzeigt. Dies ist zum Beispiel im Ungarischen zu finden. Die folgende Tabelle ist aus dem Artikel Possessiv übernommen:
|    | Singular | Singular      | Plural   | Plural     |
| -- | -------- | ------------- | -------- | ---------- |
| 1. | kép-em   | mein Bild     | kép-ünk  | unser Bild |
| 2. | kép-ed   | dein Bild     | kép-etek | euer Bild  |
| 3. | kép-e    | sein/ihr Bild | kép-ük   | ihr Bild   |

Dieser Fall ist tatsächlich gleichartig zur Kongruenz zwischen Verben und ihren Argumenten, obwohl in den obigen Beispielen das betreffende Argument, der Possessor, nicht extra zu sehen war. Ähnlich wie bei Subjektpronomen in Sprachen wie dem Italienischen (vgl. den Artikel Pro-Drop-Sprache), wird das Possessor-Argument im Ungarischen nur dann sichtbar zugesetzt, wenn es betont werden soll:
```
az  én  képem

DET ich Bild-1.sg    („DET“ = bestimmter Artikel)
„MEIN Bild“ (betont)
```

### Personalflexion an Präpositionen und Postpositionen
Gelegentlich findet man Personalformen auch an Präpositionen bzw. Postpositionen (die man insgesamt zu Adpositionen zusammenfasst). Nach der Stichprobe des World Atlas of Language Structures (WALS) besitzen etwa ein Drittel der Sprachen, die überhaupt Adpositionen haben, solche Formen. Diese relativ hohe Zahl bei einem scheinbar „exotischen“ Phänomen kommt unter anderem daher, dass in Regionen wie Mittelamerika sowie den Inseln des Pazifik die Mehrzahl der einheimischen Sprachen diese Eigenschaft hat. Zudem betrifft solche Formenbildung unter Umständen nicht die gesamte Wortart Adposition (eingeschlossen sind bei WALS auch Fälle, wo nur einzelne Verschmelzungsformen existieren, wie im Spanischen mit der Präposition „con“).
Eine Personenflexion im engeren Sinn bei Prä-/Postpositionen bedeutet Merkmalsübereinstimmung mit deren Ergänzung. Häufig ist diese dann aber beschränkt auf eine pronominale Ergänzung – d. h. Flexion erscheint zusätzlich zu oder anstelle von einem Personalpronomen als Ergänzung. Zu diesem Typ gehören auch die konjugierten Präpositionen in den modernen keltischen Sprachen, siehe die Beispiele unter Walisische Sprache#Präpositionen. Entsprechend verhalten sich auch die Postpositionen im Ungarischen und Finnischen.
Das Abchasische ist ein Beispiel für den weniger häufigen Fall einer Adposition (hier: Postposition), die Personenkongruenz gleichermaßen mit pronominalen und substantivischen Ergänzungen zeigt („DET“ = definiter Artikel):
```
a-jə̀yas   a-q’nə̀

DET-Fluss 3sg-an
„am Fluss“
```

```
sarà s-q’ənt˚’

ich  1sg-von
„von mir“
```

### Sonderfälle

#### Kongruierende Konjunktionen
Selten treten Personalmerkmale an unterordnenden Konjunktionen auf, wo sie mit dem Subjekt des Satzes (und dem finiten Verb) kongruieren, etwa im Bairischen: „weil-st  du ka Ahnung ho-st“ (mehr dazu siehe im Artikel Komplementierer).

#### Personenkongruenz in attributiven Konstruktionen
Sehr selten ist eine Personenkongruenz in modifizierenden attributiven Konstruktionen. Am ehesten findet sich noch Personenkongruenz, die in einer Ausbreitung der Possessorkongruenz eines Substantivs auch auf ein begleitendes Adjektiv besteht. Dies wird zum Beispiel in der uralischen Sprache Nenzisch beschrieben:
```
(møny) serako(-myi) te-myi

1SG    weiß-1SG     Rentier-1SG
„mein weißes Rentier“
```

Die Existenz von Personenkongruenz eines Adjektivs mit der Person des Substantivs selbst ist hingegen noch exotischer.
Relativpronomen können von einem Pronomen der ersten oder zweiten Person oder von einer Anrede (Vokativ) abhängen. Obwohl sie also gelegentlich mit erster oder zweiter Person kongruieren sollten, zeigen Relativpronomen anscheinend nie andere Personalformen als die dritte Person. Im Deutschen wird das Problem gelöst, indem dem Relativpronomen ein Personalpronomen zugesetzt wird:
```
„O Diener, 
der du
 dadurch dien
-st
, dass du dem Herrn das Bett verminst…“
(aus einem Gedicht von 
Robert Gernhardt
)
```

## Das Merkmal Person in Personalpronomen
Personalpronomen drücken vor allem das Merkmal Person aus, kombinieren dies aber in der Regel mit Einzahl/Mehrzahl (Numerus), und häufig mit weiteren Merkmalen wie Genus, Belebtheit, Respekt etc. Siehe hierzu den Artikel Personalpronomen. Die Frage nach dem inneren Aufbau von Personalpronomen besteht daher oft nur in der Frage nach der Abtrennbarkeit des Numerusmerkmals.
Die Art, wie das Merkmal Person selbst ausgedrückt ist, kann variieren. Der typische Fall ist die Benutzung grundverschiedener Formen für jede Person (oder Person-Numerus-Kombination), wie im deutschen ich – du – er/sie …. Es gibt jedoch auch systematisch zerlegbare Pronominalformen. In der Sprache Lakhota hat das Personalpronomen einen neutralen Stamm, der nur die Eigenschaft „Pronomen“ bezeichnet (ye), und die verschiedenen Pronomen kommen zustande, indem dieser Stamm mit Affixen verbunden wird, die sonst auch als die regulären Possessivaffixe dienen. Hier wird also für die Bildung der Personalpronomen selbst dasselbe Verfahren verwendet wie bei Person als Flexionsmerkmal im vorigen Abschnitt:
```
1.Pers.Singular:  
mi-ye

1.Pers.Plural:    
uki-ye

2.Pers.           
ni-ye
```

## Die Frage nach Systemen mit mehr als drei Personen

### Inklusives und exklusives Wir
Die erste Person Plural ist nicht buchstäblich ein Plural von „ich“ (also mehrere Sprecher), sondern bezeichnet irgendeine Gruppe, die den Sprecher enthält. Es handelt sich also eigentlich um eine Kombination der ersten Person Singular mit einer oder mehreren anderen, zweiten und/oder dritten Personen. Aus diesem Grunde gibt es in vielen Sprachen auch verschiedene Wir-Formen, die unterscheiden, ob die Angesprochenen mit einbezogen werden („inklusives Wir“) oder nicht („exklusives Wir“), zum Beispiel im Indonesischen:
- kita „wir zusammen mit dir/euch“ (1. Person Plural inklusiv)
- kami „wir ohne dich/euch“ = „ich und Dritte“ (1. Person Plural exklusiv)

Manche Sprachen unterscheiden in ihren Verb-Affixen sogar drei verschiedene Formen der ersten Person Plural. So hat das Sierra Popoluca das exklusive Wir, das „beschränkte“ inklusive Wir (ich und Adressat, ohne Dritte) und das „generalisierte“ inklusive Wir (ich, Adressat(en) und Dritte).
Eine Unterscheidung zwischen inklusiv und exklusiv ist auch für die zweite Person Plural denkbar: ein exklusives Ihr (mehrere Adressaten, ohne Dritte) und ein inklusives Ihr (die Adressaten und Dritte). Eine solche Unterscheidung ist für das Abchasische beschrieben worden, scheint allerdings nicht sehr robust.
In der Literatur ist die Auffassung vertreten worden, dass die inklusiven und exklusiven Spezialformen des Sprecherbezugs nicht unbedingt der einfachen ersten Person (als deren Plural) zugeordnet werden müssten, sondern dass sie als eigenständige Kategorie neben den drei anderen Personalmerkmalen stehen könnten. Man erhielte dann eine etwas größere Familie von Merkmalen „an der Sprechsituation direkt Beteiligte“ (1. Person, 2. Person, 1/2-Inklusiv), im Kontrast zu „nicht Beteiligte“.
Zum Beispiel ist für die Personalpronomen der nordaustralischen Sprache Rembarrnga (siehe Liste bedrohter Sprachen#Australien) folgendes System vorgeschlagen worden:
| Person | minimal                     | minimal erweitert | erweitert |
| ------ | --------------------------- | ----------------- | --------- |
| 1      | ngunu („ich“)               | yarrbbarrah       | yarru     |
| 1/2    | yukku („ich und du“)        | ngakorrbbarrah    | ngakorru  |
| 2      | ku („du“)                   | nakorrbbarrah     | nakorru   |
| 3      | nawu („er“) / ngadu („sie“) | barrbbarrah       | barru     |

Hier taucht das inklusive Pronomen mit der Bedeutung „ich und du“ nicht als eine Art von Mehrzahl der 1. Person auf (nämlich als die traditionelle Kategorie „1. Person inklusiv Zweizahl“), sondern als zusätzliche elementare Person. Diese kann ebenso wie die einfache „1.Person Singular“ jeweils um einen Dritten „minimal erweitert“ werden (mittlere Spalte) oder um mehrere Personen beliebig erweitert (rechte Spalte). (Somit bedeutet „1. Person minimal erweitert“ die herkömmliche 1. Person Dual exklusiv).
Derlei zusätzliche Personen sind auch vereinzelt als eine „4. Person“ bezeichnet worden. Diese Redeweise verdeckt aber, dass das eigentliche Problem ist, wie sich das Numerusmerkmal zu den Personen verhält. In der Tabelle ist die „minimale“ Anzahl der Individuen je nach Person verschieden, anders als in einem herkömmlichen System, das immer von einer festen Einteilung in Individuum (Singular), Zweiergruppe (Dual), Dreiergruppe und größer (Plural, oder sogar Trial vs. Plural) ausgeht, und die Person-Unterscheidungen diesem Raster unterordnet.

### Weitere Flexionskategorien
Es gibt eine Reihe von weiteren Kategorien, die die Frage aufwerfen, ob zusätzliche Personen über die Werte 1, 2, 3 hinaus anzunehmen sind, vor allem deswegen, weil zusätzliche Formen in der Kongruenz des Verbs auftreten.

#### Unpersönliche Formen
Im Deutschen wird das Pronomen man (ein sogenanntes Generalisierendes Personalpronomen) normalerweise nicht als Repräsentant eines eigenständigen Personalmerkmals angesehen. Die Verbkonkgruenz erscheint bei man als Subjekt in der 3. Person Singular, und genau deshalb liegt es nahe, dass es grammatisch auch selbst als eine 3. Person zählt. Anders läge der Fall, wenn auch das Verb hier eine separate Form hätte.
Im Irischen (und auch im Finnischen) existieren solche Verbformen, die das Subjekt als ein „unpersönliches“ oder „generisches“ Subjekt kennzeichnen. Die folgende Tabelle (ein Auszug aus dem Artikel Irische Sprache#Verben) zeigt diese separate unpersönliche Form. In den anderen Zellen der Tabelle sieht man, dass sich die Sprache im Übergang befindet und teilweise flektierte Verbformen benutzt, oder alternativ unflektierte Formen zusammen mit Pronomen. Für das unpersönliche Subjekt existiert jedoch kein Pronomen.
- Ausschnitt aus der Konjugation von Irisch bris- („brechen“):

|              | Präsens                 | Futur                              |
| 1. Sg.       | brisim                  | brisfead, brisfidh mé              |
| 2. Sg.       | brisir, briseann tú     | brisfir, brisfidh tú               |
| 3. Sg.       | briseann sé/sí          | brisfidh sé/sí                     |
| 1. Pl.       | brisimid, briseann muid | brisfeam, brisfimid, brisfidh muid |
| 2. Pl.       | briseann sibh           | brisfidh sibh                      |
| 3. Pl.       | brisid, briseann siad   | brisfid, brisfidh siad             |
| unpersönlich | bristear                | brisfear                           |

Solch eine zusätzliche „unpersönliche Person“ findet sich nirgendwo anders in der Grammatik des Irischen – sie fehlt bei den Formen der Personalpronomen fürs direkte Objekt, bei Possessivpronomen und auch bei den konjugierten Präpositionen. Es ist daher nicht üblich zu sagen, dass die Kategorie „Person“ im Irischen grundsätzlich andere Werte annimmt als die vertrauten Werte 1, 2, 3.

#### Die „vierte Person“ im Grönländischen
Manche Sprachen besitzen grammatische Markierungen, die klarlegen, ob ein Individuum, das in einem Nebensatz erwähnt wird, identisch ist zu einem im Hauptsatz erwähnten, oder verschieden von ihm. Man spricht dann von einem Switch-Reference-System (etwa: „Umschaltung des Bezuges“, „Referenzumschaltung“). Die Grönländische Sprache liefert nach Baker & Souza (2020) ein Beispiel hierfür (obwohl diese Einordnung in der Fachliteratur teils auch bestritten wird).
Die beiden Formen, die in einem Nebensatz Identität oder Verschiedenheit eines Individuums mit dem im Hauptsatz ausdrücken, werden in der Grönländischen Grammatik traditionell als zwei verschiedene Personalformen bezeichnet, nämlich „dritte“ und „vierte“ Person. Sie erscheinen als pronominale Affixe des Verbs, zusätzlich dazu stehen dann volle Argumentausdrücke im Satz, die diese Markierungen nicht tragen. Im folgenden Beispiel ist das Affix -a- das Zeichen für Referenzverschiedenheit des Nebensatz-Subjekts (Ergativ) mit dem Subjekt des Hauptsatzes und -mi- das Zeichen für deren Identität. Zugleich finden sich im Verb des Nebensatzes auch die Affixe -uk- bzw. -gu- für Referenzverschiedenheit des Nebensatz-Objekts mit dem Hauptsatz, und -ni- für deren Identität. Zur leichteren Lesbarkeit sind nur die Formen für Identität fettgedruckt, markiert als „3SG.PROX“ („proximal“):
a. Objekt des Nebensatzes ist identisch zur Person im Hauptsatz
```
  [ 
Juuna-p    Kaali   tatigi-mm-a-
ni
         
]
   toqqissima-vo-q

    Juuna-ERG  Kaali   vertrauen-CAU-3SG-
3SG.PROX
    ruhigbleiben-IND-3SG
  „Weil Juuna Kaali vertraute, blieb er ruhig.“ – „Er“ = Kaali
```

b. Subjekt des Nebensatzes ist identisch zur Person im Hauptsatz
```
   [ 
Juuna-p    Kaali   tatigi-ga-
mi
-uk        
]
    toqqissima-vo-q

     Juuna-ERG  Kaali   vertrauen-CAU-
3SG.PROX
-3SG     ruhigbleiben-IND-3SG
  „Weil Juuna Kaali vertraute, blieb er ruhig.“ – „Er“ = Juuna
```

c. Keine Identität zur Person im Hauptsatz
```
  [ 
Juuna-p    Kaali   tatigi-mm-a-gu      
]
     toqqissima-vo-q

    Juuna-ERG  Kaali   vertrauen-CAU-3SG-3SG        ruhigbleiben-IND-3SG
  „Weil Juuna Kaali vertraute, blieb er ruhig.“ – „Er“ = ein Dritter, weder Kaali noch Juuna
```

Während die Bezeichnung der obigen „PROX“-Form als eine „vierte Person“ in der Grammatik des Grönländischen traditionell verankert ist, und auch in neueren linguistischen Werken erwähnt wird, wird doch bezweifelt, dass die Form buchstäblich als eine weitere Person gleichauf mit 1., 2., 3. zu sehen ist (und die Bezeichnung vierte Person wird in neuerer Literatur auch tendenziell in Anführungszeichen gesetzt, siehe Baker & Souza 2020).
In der Tat ergeben sich im dargestellten Fall dieselben Unterscheidungen, die auch sonst in der Interpretation von Pronomina der dritten Person benötigt werden (nur nicht in Wortformen angezeigt werden). Aus dem Konzept der  Switch-Reference ergäbe sich demnach keine zusätzliche „Person“, sondern eine querlaufende Charakterisierung nach Referenzidentität. Wie im Beispiel zu sehen, ist die „4. Person“, die mit einer gesonderten Form angezeigt wird, gerade der Fall, dass ein Individuum mit einer anderen „3. Person“ identisch ist; es handelt sich gerade nicht um eine Abgrenzung gegen diese 3. Person. Dementsprechend handelt es sich hier auch nicht um verschiedene Teilnehmerrollen in der Sprechsituation, was eingangs als Definition verwendet wurde, sondern um verschiedene Bezüge zum grammatischen Kontext.
Es scheint, dass die Redeweise von einer 4. Person nicht inhaltlich motiviert ist (da die Funktion als ein Untertyp der 3. Person verstanden werden könnte), sondern vor allem nur dadurch, dass die Personalflexion eben vier verschiedene Kongruenzformen unterscheidet. Man hätte hier also ein Auseinanderlaufen einer inhaltlichen Definition von einer flexionsmorphologischen Definition von „Person“.
Gehling (2004) schreibt zusammenfassend mit Blick auf solche Fälle:

„Angesichts der Tatsache, dass terminologische Alternativen bestehen, darf zusätzlich die Notwendigkeit des Ausdrucks „vierte Person“ in Abrede gestellt werden.“

Und allgemeiner:

„All the subdivisions of the third person follow from its place on the deictic scale. There is no room, in our definition, for a fourth person“